# Interview (band)
Interview was een Britse band die in 1977 werd opgericht.
De oprichters waren Pete Allerhand (gitaar en keyboard), Alan Brain (gitaar) en Jeff Starrs (zang) in de plaats Bath. Later voegden Manny Elias (slagwerk) en Phil Crowther (bas) zich bij de groep.
Ze speelden in pubs in Bath en Bristol en kwamen ten slotte in het clubcircuit in Londen terecht. De band maakte twee albums, 'Big Oceans'(1979) en 'Snakes and Lovers' (1980). Daarna viel de groep uiteen.

## Discografie

### Singles
- "Birmingham / New Hearts in Action" (1978, Virgin, UK, 7", VS 218)
- "You Didn't Have to Lie to Me / That Kind of Boy" (1979, Virgin, UK, 7", VS 249)
- "To The People / Hart Crane in Mexico" (1979, Virgin, UK, 7", VS 310)
- "Hide and Seek / Yes Man" (1980, Virgin, UK, 7", VS 331)

### Albums
- "big oceans" (1979, Virgin, UK, LP, V 2123)
- "Snakes and Lovers" (1980, Virgin, UK, LP, V 2157)